# General Aung San Shield
La General Aung San Shield es el torneo de copa de fútbol a nivel de clubes más importante de Birmania y es organizado por la Federación de Fútbol de Birmania.

## Historia
La copa fue creada el 4 de marzo de 2010 con el nombre Copa MFF, nombre que tuvo hasta que el 26 de marzo de 2014 se decidió cambiarle el nombre a la copa por el que tiene actualmente en homenaje a Aung San Suu Kyi.
En la copa participan los equipos de la primera y segunda división nacional para contabilizar 22 participantes, los cuales se enfrentan a un partido para avanzar de ronda hasta las semifinales, donde se juega a dos partidos para definir a los finalistas que se enfrentan a un solo partido en el Estadio Bogyoke Aung San.
El campeón de la copa clasifica al Campeonato de Clubes Mekong y a la Copa AFC.

## Ediciones anteriores
| Temporada | Campeón                                                            | Resultado                                                          | Finalista                                                          |
| --------- | ------------------------------------------------------------------ | ------------------------------------------------------------------ | ------------------------------------------------------------------ |
| 2010      | Okktha United                                                      | 3-1                                                                | Southern Myanmar                                                   |
| 2011      | Yangon United                                                      | 5–0                                                                | Naypyidaw                                                          |
| 2012      | Ayeyawady United                                                   | 1–0                                                                | Kanbawza                                                           |
| 2013      | Cancelado por problemas de calendario con los SEA Games de ese año | Cancelado por problemas de calendario con los SEA Games de ese año | Cancelado por problemas de calendario con los SEA Games de ese año |
| 2014      | Ayeyawady United                                                   | 2–0                                                                | Nay Pyi Taw                                                        |
| 2015      | Ayeyawady United                                                   | 2–1                                                                | Yadanarbon FC                                                      |
| 2016      | Magwe                                                              | 2–1                                                                | Yangon United                                                      |
| 2017      | Shan United                                                        | 2 - 1                                                              | Yangon United                                                      |
| 2018      | Yangon United                                                      | 2 - 1                                                              | Hanthawaddy United                                                 |

## Títulos por equipo
| Club                  | Títulos | Finales |
| --------------------- | ------- | ------- |
| Ayeyawady United FC   | 3       | 0       |
| Yangon United FC      | 2       | 2       |
| Shan United FC        | 1       | 1       |
| Okktha United FC      | 1       | 0       |
| Magwe FC              | 1       | 0       |
| Nay Pyi Taw FC        | 0       | 2       |
| Southern Myanmar FC   | 0       | 1       |
| Yadanarbon FC         | 0       | 1       |
| Hanthawaddy United FC | 0       | 1       |